# 44001 Jonquet
44001 Jonquet este o planetă minoră (asteroid), cu un diametru de 6,565 km, din centura de asteroizi. A fost descoperită pe 6 septembrie 1997 la observatoire des Pises⁠(d) de observatoire des Pises⁠(d). 
Obiectul prezintă o orbită caracterizată de o semiaxă mare de 3,0761775186496 UAi, o excentricitate de 0,15, o înclinație de 4,8 ° în raport cu ecliptica.